# Saint-Martin-d’Aubigny
Saint-Martin-d’Aubigny település Franciaországban, Manche megyében. Lakosainak száma 606 fő (2022. január 1.). Saint-Martin-d’Aubigny Saint-Sébastien-de-Raids, Feugères, Marchésieux, Périers és Saint-Sauveur-Villages községekkel határos.

## Népesség
A település népessége az elmúlt években az alábbi módon változott:
| Lakosok száma | 530  | 417  | 427  | 522  | 589  | 595  | 595  | 602  | 606  | 606  |
|               | 1968 | 1982 | 1990 | 2006 | 2013 | 2015 | 2017 | 2019 | 2020 | 2022 |